# Castillo de Vélez-Blanco
Il Castillo de Vélez-Blanco si trova nel municipio spagnolo di Vélez-Blanco, nella provincia di Almería (Andalusia). 
Fu fatto edificare dall'Adelantado di Murcia Pedro Fajardo y Chacón, dopo la sua nomina a Marchese dei Vélez concessa dai Re Cattolici.
Quando Pedro Fajardo si installò a Vélez-Blanco, vi fissò la sede della sua nuova Signoria e intraprese la costruzione del suo castello-palazzo sopra i resti di un'antica e importante alcazaba islamica, che sorgeva sulla collina che domina la città, un luogo in cui sono presenti sin dall'antichità insediamenti umani dove si son trovate monete romane e numerosi resti di costruzioni, quali muri, aljibes (cisterne di raccolta dell'acqua piovana) e di una moschea.

## Storia
Nel 1506 iniziarono i lavori di edificazione del nuovo castello, sopra i resti dell'antica fortezza, che si completarono dopo alcuni anni, nel 1515. 
La sua costruzione iniziò con una prima fase con struttura gotica, che presto fu cambiata per una in stile rinascimentale, simbolo dei nuovi tempi e di una nobiltà più colta, che rompeva con la vecchia tradizione medievale e mostrava lo spirito dei tempi moderni.
Così, a fronte dello stile gotico ufficiale adottato da Monarchia e Chiesa, questo castello-palazzo rappresenta un chiaro esempio dello spirito umanista della nobiltà contemporanea, che in Andalusia si individua anche in altri grandi esempi di innovazione architettonica, come il vicino Castillo de La Calahorra della provincia di Granada.
Tra il XIV secolo e la fine del XV secolo, in questo castello risiedette la famiglia Fajardo, quando cessò la linea di successione diretta.
Nel corso degli anni seguenti, fu utilizzato come residenza in maniera irregolare, giungendo poi alla sua decadenza nel XIX secolo, quando fu occupato dai Francesi e il paese conobbe mutamenti sociali.
A partire dal 1904, i suoi proprietari iniziarono lo svuotamento dei suoi elementi di valore, tanto che nello stesso anno il patio rinascimentale fu venduto al francese J. Goldberg. Questi lo trasferì dapprima a Marsiglia, quindi a Parigi. Nel 1945, dopo la morte del proprietario successivo, il patio fu ceduto al Metropolitan Museum di New York, dove è tuttora installato e visibile.

## Descrizione
Costruttivamente, il castello consta di due zone ben differenziate, una prima situata a sud, di pianta rettangolare, rimane separata dalla seconda, la quale è il nucleo principale del castello. Questa è a pianta esagonale, con torrioni di difesa negli angoli. L'unione tra le due zone avviene attraverso alcuni archi che proteggono la passerella di entrata, ove, in principio, doveva esserci il ponte levatoio.
Il cortile denominato Patio de Honor di questo castello è un capolavoro del primo Rinascimento spagnolo, assieme al citato Castillo de la Calahorra, all'epoca di proprietà di don Rodrigo Díaz de Vivar y Mendoza, parente di Pedro Fajardo, che, dopo la visita del 1512 alle opere del palazzo di Granada, decise il mutamento stilistico verso il classicismo ivi presente, inizialmente avviato in stile gotico.
Il risultato è un magnifico patio rinascimentale di pianta allargata e alquanto irregolare, da dove si diparte la ricca decorazione scultorea degli intradossi e dei timpani degli archi ribassati, così come nelle cornici, nei pilastri della balaustra, i capitelli e soprattutto i  telai di finestre e porte.
In esse abbondano le grottesche, figure fantastiche che combinano elementi animali e vegetali, tipiche dell'arte italiana del Quattrocento.
L'ala sud di questo patio presenta una doppia galleria di cinque archi ribassati di transizione al Rinascimento, con stemmi dei Fajardo e dei Cuevas nei timpani.

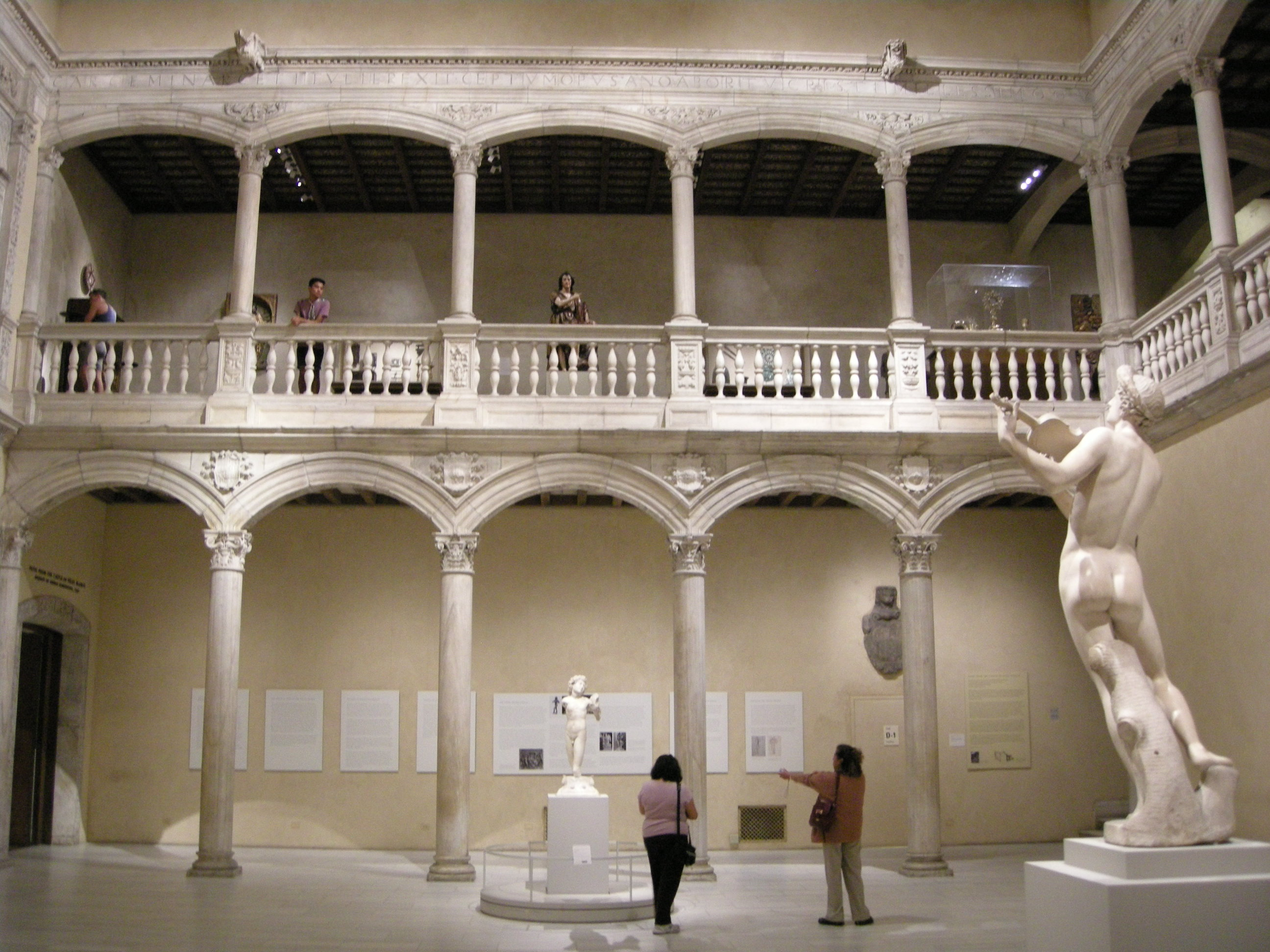
Patio del castello nel Metropolitan Museum di New York

Un aspetto importante di questo castello è il suo enorme maschio, alto quasi venticinque metri, elemento emblematico del castello e simbolo del potere del suo proprietario su tutta la sua Signoria.
Di base massiccia in pietra e di struttura a piani, possedeva scale smontabili in legno, che potevano essere rimosse in caso di pericolo, isolando il suo livello superiore come ultimo luogo di difesa.
Altro dettaglio singolare del castello è la proliferazione di elementi decorativi ivi presenti, come le caratteristiche sfere che terminano le sue merlature.
L'edificio è stato restaurato in fasi successive durante la seconda metà del XX secolo, ricostruendo i piani delle sue torri e cercando di restituire in parte lo splendore che questo simbolo importante del patrimonio andaluso ebbe nelle epoche passate.
Il 9 luglio 2011 vi ebbe luogo il matrimonio che unì le case Alburquerque e Guirado.
Bene di Interesse Culturale, il Castillo de Vélez-Blanco è giustamente catalogato come Monumento, secondo quanto pubblicato in La Gaceta de Madrid nel 1931.